# Я ещё вернусь (фильм)
«Я ещё вернусь» (азерб. Gözlə məni) — художественный фильм, снятый по мотивам пьесы Ильяса Эфендиева «Песня осталась в горах».

## Сюжет
Действия фильма происходят в 1920-х годах. Картина повествует о любви молодого человека к дочери бека. Во время становления Советской власти герой фильма, бывший до этого бедняком, становится комиссаром и возвращается в Карабах…

## В ролях
- Расим Балаев — Ниджат
- Тамара Яндиева — Шахназ
- Гасан Турабов — Беюк-бек (озвучивал Феликс Яворский)
- Амалия Панахова — Фахранда
- Аладдин Аббасов — Гасанали
- Мухтар Авшаров
- Шахмар Алекперов — Тахир (озвучивал Вадим Спиридонов)
- Энвер Гасанов — Омар
- Мелик Дадашев — Джаббар-бек
- Фергана Кулиева (озвучивала Наталья Рычагова)
- Гасан Мамедов — Бахадур
- Сусанна Меджидова
- Шамси Шамсизаде — Юнис-бек
- Новруз Ахундов — Мирза-бек
- Талят Рахманов
- Гафар Хакки — Серхан
- Валерий Малышев — Конырев
- Мухтар Маниев — Балагусейн
- Гюмрах Рагимов — Хосров

## Ссылка
- Кино: Энциклопедический словарь / Гл. ред. С. И. Юткевич; Редкол.: Ю. С. Афанасьев, В. Е. Баскаков, И. В. Вайсфельд и др. — Москва: Советская энциклопедия, 1987. — стр. 16; 34; 90.
- Azərbaycan Respublikası Mədəniyyət Nazirliyi. C.Cabbarlı adına "Azərbaycanfilm" kinostudiyası. Aydın Kazımzadə. Bizim "Azərbaycanfilm". 1923-2003-cü illər. Bakı: Mütərcim, 2004.- səh. 300.